# Annona nipensis
Annona nipensis là loài thực vật có hoa thuộc họ Na. Loài này được Alain mô tả khoa học đầu tiên năm 1960.